# 1984 (revista)
1984 es el título de dos revistas mensuales especializadas en historieta fantástica y ciencia ficción para adultos: Una estadounidense y otra española, que al principio compartían mucho de su material. La versión estadounidense, cuyo primer número apareció en junio de 1978 y fue editada por Warren Publishing, pasó a denominarse 1994 a partir de 1980. La versión española, que a partir del año 84 se llamó Zona 84, fue editada por Toutain a partir de noviembre de 1978, formando parte del llamado boom del cómic adulto en España. Ambas fueron bautizadas con el título de la célebre novela de George Orwell, aunque en un principio se barajó el nombre de Yesterday, Today, Tomorrow.

## La edición estadounidense (1978-1983)
La revista americana fue en parte una respuesta al éxito de Heavy Metal (a su vez una versión de la revista francesa Métal Hurlant). El uso del título de la célebre novela de George Orwell trajo ciertos problemas con los herederos del autor que hicieron que a partir de 1980 pasara a denominarse 1994.
La versión americana se nutrió en una primera etapa con numerosos artistas españoles representados en Estados Unidos por Toutain a través de su compañía Selecciones Ilustradas y que desde tiempo atrás trabajaban para otras revistas de la Warren como Creepy, Vampirella o Eerie. Dejó de editarse en febrero de 1983 debido a la bancarrota de la Warren, causada en parte por una demanda tras la publicación no autorizada en la revista 1984 de una adaptación de un relato del escritor Harlan Ellison: A Boy and His Dog.
| Números                   | Años      | Título                                      | Guion                      | Dibujo                                   | Procedencia            |
| ------------------------- | --------- | ------------------------------------------- | -------------------------- | ---------------------------------------- | ---------------------- |
| 1-8                       | 1978-1979 | Mutant World                                | Richard Corben, Jan Strnad | Richard Corben                           |                        |
| 4-6, 9                    | 1978-1979 | Rex Havoc & The Asskickers Of The Fantastic | Jim Stenstrum              | Abel Laxamana                            |                        |
| 6-8                       | 1979      | Twilight’s End!                             | Jim Stenstrum              | Rudy Nebres                              |                        |
| 7-14, 17-21, 24-26, 28-29 | 1979-1983 | Ghita of Alizarr                            | Frank Thorne               | Frank Thorne                             |                        |
| 9-13, 15-16, 18           | 1979-1981 | The Starfire Saga                           | Bill DuBay                 | Frank Springer, Herb Arnold, Rudy Nebres |                        |
| 10-11                     | 1979-1980 | Haxtur                                      | Víctor de la Fuente        | Víctor de la Fuente                      | Trinca, y pasó a Eerie |
| 12, 14-16                 | 1980      | Baby Makes Three!                           | Kevin Duane                | Abel Laxamana                            |                        |
| 20-21, 24-28              | 1981-1982 | Diana Jacklighter, Manhuntress!             | Jim Stenstrum              | Esteban Maroto                           |                        |
| 21-22                     | 1981      | Angel!                                      | Bill DuBay                 | Rudy Nebres                              |                        |
| 26-27                     | 1982      | The Trials And Tribulations Of Ariel Hart!  | Bill DuBay                 | Peter Hsu                                |                        |

## La edición española (1978-1992)

### Creación e inicios
La versión española surgió de su editor Josep Toutain y de Luis Vigil, siguiendo el modelo de su homónima americana editada por Warren Publishing con éxito desde hacía algunos meses. Su extensión inicial era de 60 páginas, 10 de ellas a color, y un precio de 75 pesetas. No tenía publicidad salvo alguna promoción de otras publicaciones de la editorial. Durante esta etapa se editaron un total de 64 números y desde 1980 un calendario o número especial cada año. Según confiesa Javier Coma en 1983, 

nunca había superado la frontera de los cincuenta mil ejemplares; y de tal hecho puede deducirse los límites económicos en que siguen moviéndose guionistas y dibujantes con respecto a las editoriales hispánicas, así como puede explicarse su perentoria necesidad de comercializar su trabajo en el extranjero.

Rápidamente los contenidos se fueron desmarcando de los de la versión americana y se centraron más en autores españoles, que gozaron en esta publicación de una gran libertad creativa y buenas condiciones laborales.
Series:
| Números                     | Título                                | Guion                                | Dibujo                  | Procedencia |
| --------------------------- | ------------------------------------- | ------------------------------------ | ----------------------- | ----------- |
| 1-8                         | Mundo mutante                         | Richard Corben, Jan Strnad           | Richard Corben          |             |
| 3-                          | Círculos                              | Fernando Fernández                   | Fernando Fernández      |             |
| 5-7                         | La esfinge                            | Enrique Sánchez Abulí/Esteban Maroto | Esteban Maroto          |             |
| 6                           | Gotterdammerung!                      | Budd Lewis                           | Isidre Monés            |             |
| 8                           | Más allá del horizonte                | Leo Durañona                         | Leo Durañona            |             |
| 15-19                       | Érase una vez en el futuro            | Carlos Giménez                       | Carlos Giménez          |             |
| 10                          | Los viajes de Simbad                  | Jan Strnad                           | Richard Corben          |             |
| 11-28                       | Historias de Taberna Galáctica        | Josep María Beà                      | Josep María Beà         | Nueva       |
| 14                          | Después de la Bomba                   | Bonvi                                | Bonvi                   |             |
| 17-42                       | Haggarth                              | Víctor de la Fuente                  | Víctor de la Fuente     |             |
| 22-25, 27-30, 32, 34-36, 38 | Cuentos de un futuro imperfecto       | Alfonso Font                         | Alfonso Font            |             |
| 22-37                       | Zora y los hibernautas                | Fernando Fernández                   | Fernando Fernández      |             |
| 22-                         | Den                                   | Richard Corben                       | Richard Corben          |             |
| 29-37, 39                   | En un lugar de la mente               | Josep María Beà                      | Josep María Beà         |             |
| 30-41                       | Nave prisión                          | Bruce Jones                          | Esteban Maroto          |             |
| 31-51                       | Ghita de Alizarr                      | Frank Thorne                         | Frank Thorne            |             |
| 32-                         | War III                               | Ricardo Barreiro                     | Juan Giménez            |             |
| 36-                         | Control                               | Suso Peña                            | Suso Peña               |             |
| 41-53                       | El último recreo                      | Carlos Trillo                        | Horacio Altuna          |             |
| 42                          | Zodiaco                               | Enrique Sánchez Abulí                | Esteban Maroto          |             |
| 42                          | Cuestión de tiempo                    | Juan Giménez                         | Juan Giménez            |             |
| 49                          | Cosmópolis                            | Rafael González Negrete              | Rafael González Negrete |             |
| 50-56, 58-62                | Fragmentos de la Enciclopedia Délfica | Miguelanxo Prado                     | Miguelanxo Prado        |             |
| 51-58                       | Jeremy Brood                          | Jan Strnad                           | Richard Corben          |             |
| 51-54                       | El viaje del Beagle espacial          | Rich Margopoulos                     | Luis Bermejo            |             |
| 53-                         | La Estrella Negra                     | Ricardo Barreiro                     | Juan Giménez            |             |
| 55-64                       | Ficcionario                           | Horacio Altuna                       | Horacio Altuna          |             |
| 56-                         | Con bebé somos tres                   | Kevin Duane                          | Alex Laxamana           |             |
| 56-58                       | Metro                                 | Mirko Ilič                           | Igor Kordej             |             |
| 56-64                       | Husmeante                             | Carlos Trillo                        | Cacho Mandrafina        |             |
| 60-64                       | Star Raiders                          | Elliot S! Maggin                     | José Luis García López  |             |
| 61-64                       | El cazador del tiempo                 | D.E.Márquez                          | Enrique Breccia         |             |

Para la teórica Francisca Lladó Pol, 

"con todo ello intentaron hacer de la revista un producto espectacular, cayendo en muchas ocasiones en la mitificación de Richard Corben, hecho que fue utilizado como argumento en contra por muchos críticos que consideraban que era una forma más de difundir los valores típicos de la cultura de masas norteamericana."

### Zona 84
En el año 1984, y para evitar un anacronismo en el título, tras diversas especulaciones la revista fue rebautizada como "Zona 84", con una extensión ampliada a 100 páginas y mayor proporción de ellas en color. En esta época se editaron un total de 96 números, y en ella se publicaron todavía durante un tiempo historietas notables:
| Números               | Título           | Guion                 | Dibujo            | Procedencia        |
| --------------------- | ---------------- | --------------------- | ----------------- | ------------------ |
| 1-8                   | Stratos          | Miguelanxo Prado      | Miguelanxo Prado  |                    |
| 1-7                   | Tragaperras      | Horacio Altuna        | Horacio Altuna    |                    |
| 3-                    | De vuelta a casa | Enrique Sánchez Abulí | Jordi Bernet      |                    |
| 9-                    | Chances          | Horacio Altuna        | Horacio Altuna    |                    |
| 10-                   | El sueñero       | Enrique Breccia       | Enrique Breccia   |                    |
| 10-                   | Alex Magnum      | Enrique Sánchez Abulí | Alfredo Genies    |                    |
| 13-                   | Custer           | Carlos Trillo         | Jordi Bernet      | Nueva              |
| 16-21                 | La superviviente | Paul Gillon           | Paul Gillon       | L'Echo des Savanes |
| 22-28, 39-46          | Druuna           | Eleuteri Serpieri     | Eleuteri Serpieri | Charlie Mensuel    |
| 25-33                 | Kraken           | Antonio Segura        | Jordi Bernet      | Metropol           |
| 31-39                 | American Flagg!  | Howard Chaykin        | Howard Chaykin    | First Comics       |
| 36-46                 | Burton & Cyb     | Antonio Segura        | José Ortiz        | Nueva              |
| 40-45                 | Light and Bold   | Carlos Trillo         | Jordi Bernet      | Nueva              |
| 48-53                 | The Rocketeer    | Dave Stevens          | Dave Stevens      | Pacific Comics     |
| 65-69, 71, 72, 78, 79 | La Era Xenozoica | Mark Schultz          | Mark Schultz      | Kitchen Sink Press |
| 95                    | Hipótesis 1492   | Sergio Toppi          | Sergio Toppi      |                    |

La revista dejó de editarse en 1992, debido principalmente a cambios en las preferencias del público, que se había decantado por otros tipos de productos como el manga y los superhéroes, y por una larga decadencia en la creatividad y en la calidad de los contenidos.